# Faubourg
Faubourg (fo.buːʁ) è una parola del francese arcaico traducibile approssimativamente in italiano con sobborgo (per i quali nel francese moderno si usa adesso la parola banlieue). La sua forma più antica è forsbourg, che deriva dal latino foris (fuori) e dalla parola volgare (originariamente germanica) burgus ("città" o "fortezza"). Tradizionalmente, il nome veniva attribuito a un'agglomerazione, popolata per lo più da mercanti, che si forma intorno a una strada che conduce fuori da una città attraverso una porta, e in genere prendeva il nome 
della strada corrispondente all'interno della città. Visto che le città si trovavano spesso in cima a una collina (a scopo difensivo), i faubourg si trovavano spesso più in basso, e proprio da questa tendenza deriva il termine italiano "suburbio" o "sobborgo" (dal latino sub, sotto, e urbs, città).
I faubourg sono spesso considerati predecessori dei sobborghi moderni, nei quali si trasformarono fra gli anni cinquanta e sessanta del XX secolo. La differenza fra i due modelli è data principalmente dalla densità abitativa. Oltre a molte città francesi, i faubourg sono presenti in Québec e nella città di New Orleans.

## Ifaubourga Parigi
I faubourg erano molto diffusi a Parigi all'inizio del XVII secolo. Nel 1860 il Barone Haussmann cancellò le tracce dei vecchi faubourg, assorbendoli e portando alla coniazione del termine banlieue. Molte strade di Parigi hanno conservato l'antica denominazione: oggi è possibile individuare i confini della città precedenti alle trasformazioni haussmaniane individuando i punti in cui il nome delle strade cambia da rue a rue du faubourg. Ad esempio, la rue du Faubourg Saint-Germain si trovava fuori dalle mura della città ed era l'estensione della rue Saint-Germain oltre le mura. Allo stesso modo nacquero la rue du Faubourg Saint-Honoré, la rue du Faubourg Saint-Martin e diverse altre.